# Vedran Horvacki
Vedran Horvacki (Subotica, 1996.), hrvatski književnik iz Subotice, Vojvodina, Srbija. Većinom piše pjesme. Pored njih piše prozne tekstove, radi intervjue i dr.

## Životopis
Prvu pjesmu objavio je 2015. godine. Pjesme je objavio u časopisu Nova riječ, pa u podlistku subotičke Hrvatske riječi, u sklopu Lire naive. Također je jedno kratko vrijeme imao svoj blog poezije na Blog.hr na kojem je objavio svoju poeziju. Pjesme su mu objavljene i na portalu za kulturu, obrazovanje i priključenija Pokazivac.com. Prva objavljena tiskana knjiga mu je zbirka pjesama Slike iz beskraja, objavljena kao 19. u ediciji Suvremena poezija. Pjesme su ljubavne i refleksivne tematike, ali donose i liriku koja angažirano progovara o društvenoj nepravdi. Pjesnički izraz u toj zbirci "neopterećen je metaforičnošću, govori jezikom zbilje, a pjesnik njome priziva i romantičarsko naslijeđe koje se ogleda u izboru i obradi motiva" (Klara Dulić).  Zbirka je podijeljena u dva dijela – Bedem od njenog imena i Snovi u slutnji. Urednica knjige je profesorica hrvatskog jezika i književnosti Mirjana Crnković. Član HGU Festival bunjevački pisama. Student je novinarstva.

## Vanjske poveznice
- Pokazivac.com Vedran Horvacki